# Acenocumarol
Acenocumarol (auch: Acenocoumarol) ist ein Arzneistoff aus der Wirkstoffgruppe der Blutgerinnungshemmer. Chemisch zählt Acenocumarol zu den 4-Hydroxycumarinen.

## Wirkungsmechanismus
Acenocoumarol setzt die Gerinnungsneigung des Blutes herab und beugt somit der Bildung von Blutgerinnseln (Thrombosen) vor. Es wirkt über die Blockierung des Vitamin K, welches für die Bildung der Blutgerinnungsfaktoren II, VII, IX und X in der Leber nötig ist.

## Anwendungsgebiete
Angezeigt ist Acenocoumarol zur Behandlung und Vorbeugung von Erkrankungen, die mit krankhaft erhöhter Blutgerinnungsneigung einhergehen und in deren Folge es zur Bildung von Blutgerinnseln kommen kann. Zum Beispiel:
- Vorhofflimmern
- Herzklappenersatz (mechanisch)
- tiefe Beinvenenthrombose
- Lungenembolie
- Thrombophilien
- Antiphopholipidsyndrom

## Kontraindikationen
- bekannte Überempfindlichkeit gegenüber dem Wirkstoff und verwandten blutgerinnungshemmenden Medikamenten (Cumarine)
- Schwangerschaft
- Magen-Darm-Geschwüre
- Blutungen im Bereich des Magen-Darm-Trakts, der Harnwege und Atmungsorgane
- Gehirnblutung
- Herzbeutelerguss
- Entzündungen der Herzinnenhaut
- schwere Hochdruckerkrankung
- schwere Leber- oder Nierenerkrankung
- gesteigerte Blutungsneigung z. B. nach Operationen

Gefährlich bei
- Schilddrüsenüberfunktion
- Tumoren
- Nierenerkrankungen
- eingeschränkter Leberfunktion
- Entzündungen, Infektionen
- Herzschwäche
- Epilepsie
- älteren Patienten

## Wechselwirkungen
sind unter anderem mit folgenden anderen Medikamenten möglich:
- Mittel gegen Gicht
- verschiedene Hormone
- Antibiotika und Sulfonamide
- Mittel gegen Herzrhythmusstörungen
- Entwässerungsmittel
- Mittel gegen Fettstoffwechselstörungen
- Medikamente gegen Diabetes mellitus
- andere blutgerinnungshemmende Präparate
- Schmerz- und Rheumamittel
- bestimmte Medikamente (auch Salben) gegen Pilzerkrankungen
- Medikamente gegen Epilepsie
- Antibabypille
- Medikamente für bestimmte Erkrankungen des Magens

Frisches Gemüse (Spinat, Kohl) kann aufgrund seines hohen Vitamin-K-Gehaltes die gerinnungshemmende Wirkung von Acenocoumarol vermindern, was hinsichtlich der Ernährung mit Lebensmitteln mit hohen Vitamin-K-Gehalt zu berücksichtigen ist.

## Dosierung
Acenocoumarol wird einmal täglich eingenommen. Regelmäßige Laborkontrollen zur Bestimmung der Gerinnbarkeit des Blutes und eine ständige Anpassung der Dosis an die dabei gewonnenen Resultate ist vonnöten.

## Handelsnamen
Sintrom (A, CH, NL, ES, I), Sinthrome (GB). In Deutschland ist Acenocumarol nicht zugelassen.